# Банда, Джон
Джон Банда (англ. Christopher John Banda; род. 20 августа 1993, Нката-Бей, Северный регион) — малавийский футболист, полузащитник клуба «Сонгу» и национальной сборной Малави.

## Клубная карьера
Начал карьеру в 2011 году в составе столичного клуба «Блу Иглз». С 2016 по 2018 год играл за мозамбикский «Ферровиариу ди Нампулу». В 2019 году перешёл в «Сонгу». Вместе с командой завоевал серебряные медали чемпионата Мозамбика 2019 года.

## Карьера в сборной
В составе национальной сборной Малави дебютировал 30 ноября 2011 года в матче Кубка КЕСАФА против Судана (0:0). Принимал участие в пяти отборочных турнирах к Кубку африканских наций, пяти Кубках КЕСАФА и трёх квалификациях на чемпионат мира. Участник Кубка африканских наций 2021 года в Камеруне. По состоянию на январь 2022 года провёл за сборную 71 официальную игру, отличившись 7 забитыми голами. С 2017 года является капитаном команды.

## Достижения
«Сонгу»
- Серебряный призёр чемпионата Мозамбика: 2019